# Подсобное (Могилёвская область)
Подсо́бное (бел. Падсобнае) — деревня в составе Сычковского сельсовета Бобруйского района Могилёвской области Республики Беларусь.

## Население
- 1999 год — 20 человек
- 2010 год — 15 человек

## Фотогалерея

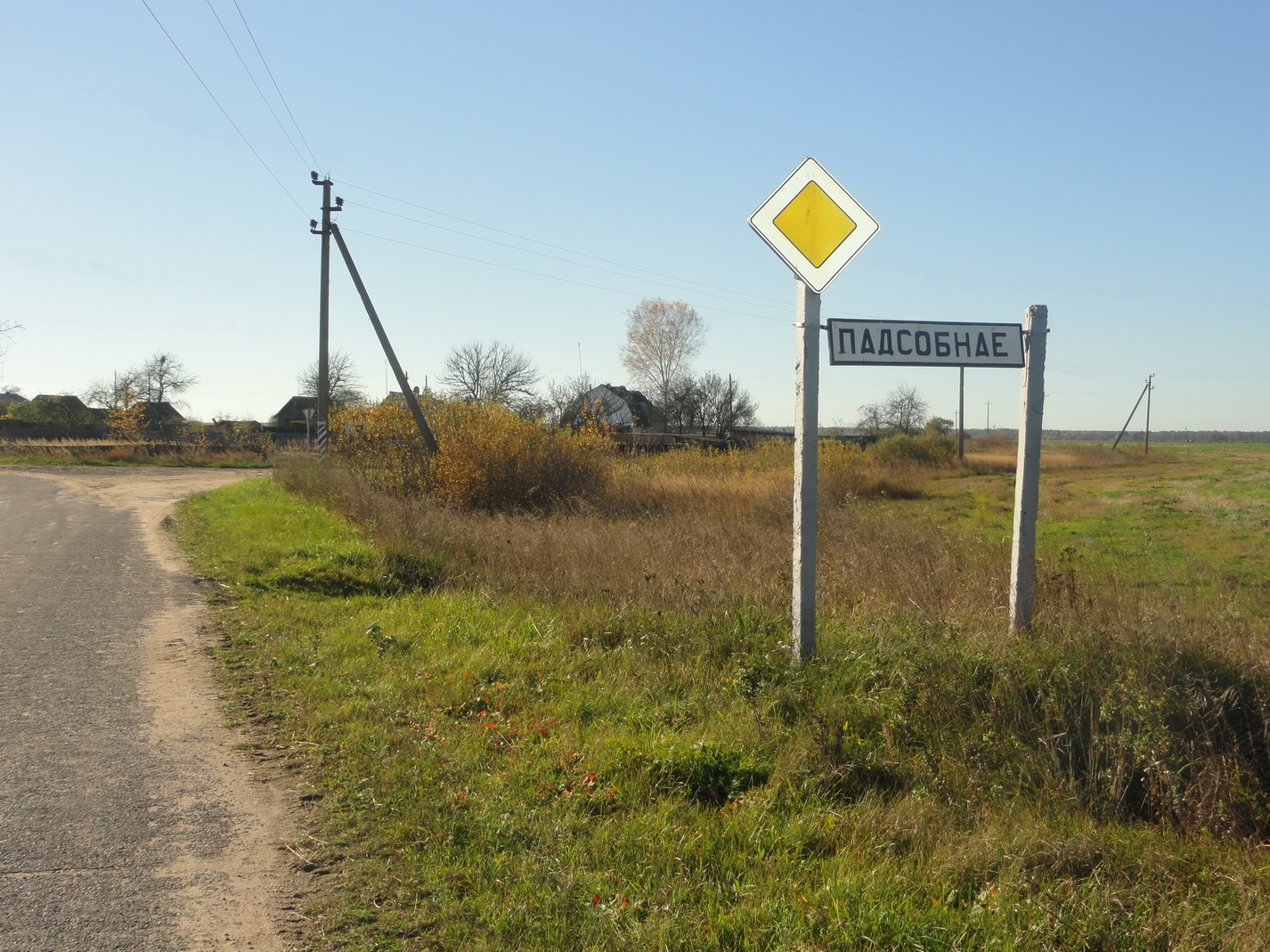
Указатель на въезде
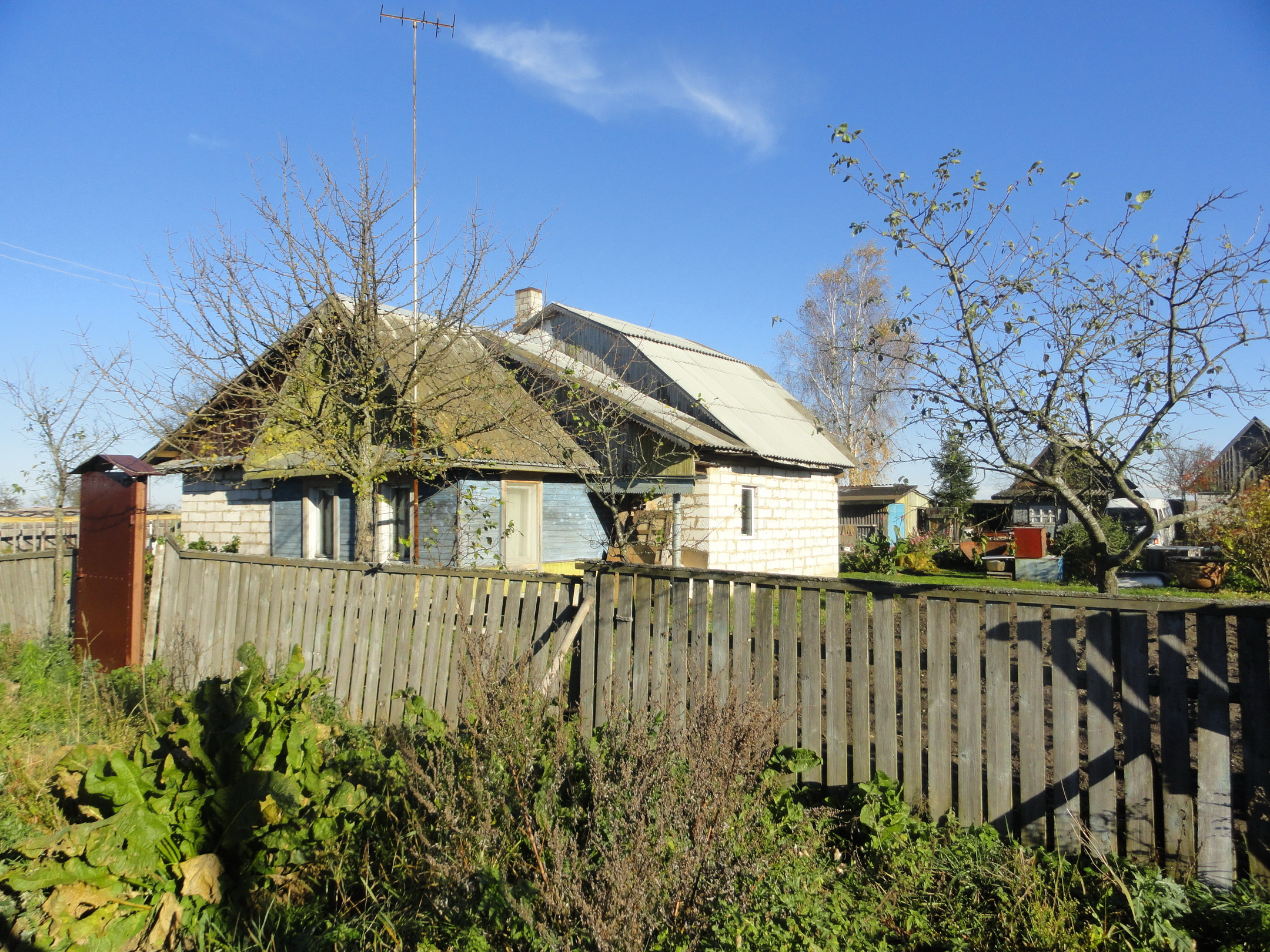
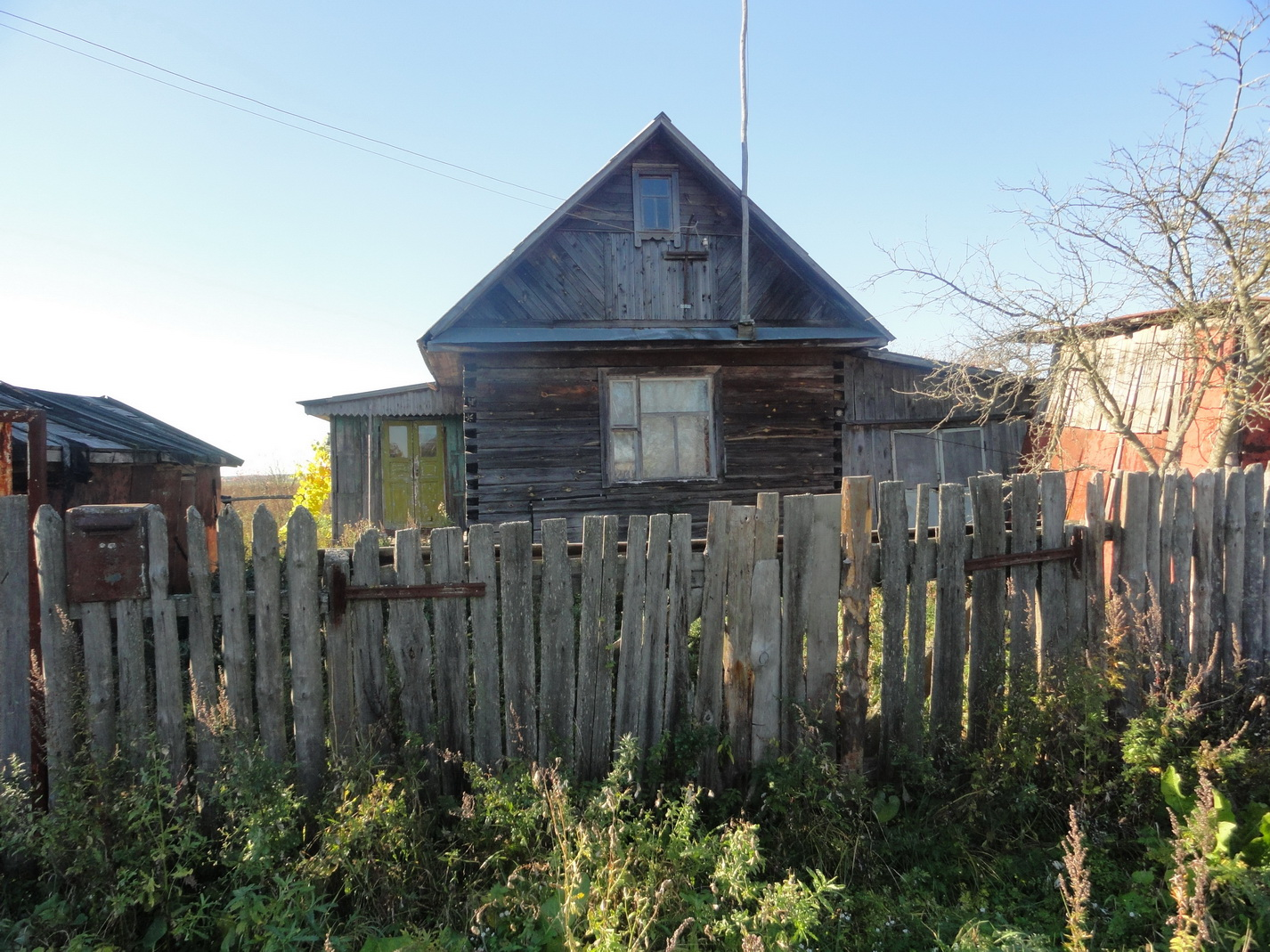
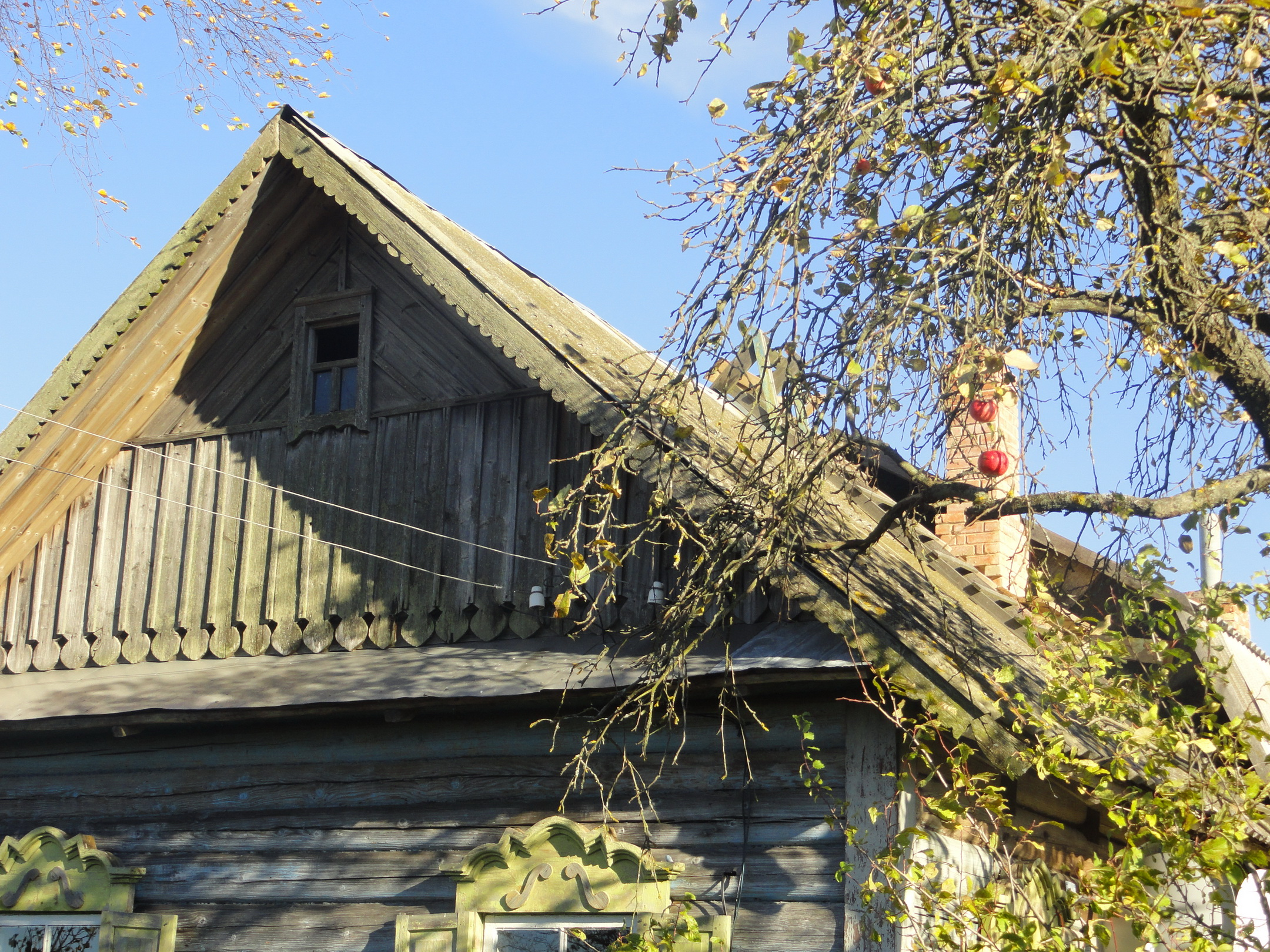